# UAE Tour 2023
L'UAE Tour 2023, quinta edizione della corsa ciclistica, valevole come terza prova dell'UCI World Tour 2023 categoria 2.UWT, si svolge in sette tappe dal 20 al 26 febbraio 2023 su un percorso di 1 028,2 km, con partenza da Madinat Zayed e arrivo a Jebel Hafeet, negli Emirati Arabi Uniti. La vittoria fu appannaggio del belga Remco Evenepoel, il quale completò il percorso in 23h25'26", precedendo l'australiano Luke Plapp e il britannico Adam Yates.
Al traguardo di Jebel Hafeet 133 ciclisti, su 140 partiti da Madinat Zayed, hanno portato a termine la competizione.

## Tappe
| Tappa  | Data        | Percorso                                                              | km     | Vincitore di tappa    | Leader cl. generale |
| ------ | ----------- | --------------------------------------------------------------------- | ------ | --------------------- | ------------------- |
| 1ª     | 20 febbraio | Madinat Zayed > Al Mirfa                                              | 151    | Tim Merlier           | Tim Merlier         |
| 2ª     | 21 febbraio | Abu Dhabi (Khalifa Port) > Abu Dhabi (Khalifa Port) (cron. a squadre) | 17,2   | Soudal Quick-Step     | Luke Plapp          |
| 3ª     | 22 febbraio | Fujaira (Umbrella Beach) > Jebel Jais                                 | 185    | Einer Rubio           | Remco Evenepoel     |
| 4ª     | 23 febbraio | al-Shindagha > Dubai Marina                                           | 174    | Juan Sebastián Molano | Remco Evenepoel     |
| 5ª     | 24 febbraio | Al Marjan Island > Umm al-Qaywayn                                     | 182    | Dylan Groenewegen     | Remco Evenepoel     |
| 6ª     | 25 febbraio | Warner Bros. World > Abu Dhabi Breakwater                             | 166    | Tim Merlier           | Remco Evenepoel     |
| 7ª     | 26 febbraio | Stadio Hazza bin Zayed > Jebel Hafeet                                 | 153    | Adam Yates            | Remco Evenepoel     |
| Totale | Totale      | Totale                                                                | 1028,2 |                       |                     |

## Squadre e corridori partecipanti
Alla competizione partecipano 20 squadre, con 7 corridori a squadra, per un totale di 140 corridori.
| N.    | Cod. | Squadra                           |
| ----- | ---- | --------------------------------- |
| 1-7   | SOQ  | Soudal Quick-Step                 |
| 11-17 | ACT  | AG2R Citroën Team                 |
| 21-27 | ADC  | Alpecin-Deceuninck                |
| 31-37 | AST  | Astana Qazaqstan Team             |
| 41-47 | TBV  | Bahrain Victorious                |
| 51-57 | BOH  | Bora-Hansgrohe                    |
| 61-67 | EFE  | EF Education-EasyPost             |
| 71-77 | GBF  | Green Project-BardianiCSF-Faizanè |
| 81-87 | GFC  | Groupama-FDJ                      |
| 91-97 | IGD  | Ineos Grenadiers                  |

| N.      | Cod. | Squadra                  |
| ------- | ---- | ------------------------ |
| 101-107 | ICW  | Intermarché-Circus-Wanty |
| 111-117 | IPT  | Israel-Premier Tech      |
| 121-127 | TJV  | Jumbo-Visma              |
| 131-137 | LTD  | Lotto Dstny              |
| 141-147 | MOV  | Movistar Team            |
| 151-157 | DSM  | Team DSM                 |
| 161-167 | JAY  | Team Jayco AlUla         |
| 171-177 | TFS  | Trek-Segafredo           |
| 181-187 | TUD  | Tudor Pro Cycling Team   |
| 191-197 | UAD  | UAE Team Emirates        |

## Dettagli delle tappe

### 1ª tappa
- 20 febbraio: Madinat Zayed > Al Mirfa – 151 km

Risultati
| Pos. | Corridore      | Squadra | Tempo    |
| ---- | -------------- | ------- | -------- |
| 1    | Tim Merlier    | Soudal  | 3h17'35" |
| 2    | Caleb Ewan     | Lotto   | s.t.     |
| 3    | Mark Cavendish | Astana  | s.t.     |

| Pos. | Corridore   | Squadra | Tempo    |
| ---- | ----------- | ------- | -------- |
| 1    | Tim Merlier | Soudal  | 3h17'25" |
| 2    | Caleb Ewan  | Lotto   | a 4"     |
| 3    | Luke Plapp  | Ineos   | a 5"     |

### 2ª tappa
- 21 febbraio: Abu Dhabi (Khalifa Port) > Abu Dhabi (Khalifa Port) – cronometro a squadre – 17,2 km

Risultati
| Pos. | Squadra               | Tempo  |
| ---- | --------------------- | ------ |
| 1    | Soudal Quick-Step     | 18'17" |
| 2    | EF Education-EasyPost | a 1"   |
| 3    | Ineos Grenadiers      | a 3"   |

| Pos. | Corridore       | Squadra | Tempo    |
| ---- | --------------- | ------- | -------- |
| 1    | Luke Plapp      | Ineos   | 3h35'50" |
| 2    | Remco Evenepoel | Soudal  | s.t.     |
| 3    | Nikias Arndt    | Bahrain | a 3"     |

### 3ª tappa
- 22 febbraio: Fujaira (Umbrella Beach) > Jebel Jais – 185 km

Risultati
| Pos. | Corridore       | Squadra  | Tempo    |
| ---- | --------------- | -------- | -------- |
| 1    | Einer Rubio     | Movistar | 4h51'24" |
| 2    | Remco Evenepoel | Soudal   | a 14"    |
| 3    | Adam Yates      | UAE      | a 15"    |

| Pos. | Corridore       | Squadra | Tempo    |
| ---- | --------------- | ------- | -------- |
| 1    | Remco Evenepoel | Soudal  | 8h27'22" |
| 2    | Luke Plapp      | Ineos   | a 7"     |
| 3    | Pello Bilbao    | Bahrain | a 11"    |

### 4ª tappa
- 23 febbraio: al-Shindagha > Dubai Marina – 174 km

Risultati
| Pos. | Corridore      | Squadra | Tempo    |
| ---- | -------------- | ------- | -------- |
| 1    | Juan S. Molano | UAE     | 3h50'01" |
| 2    | Olav Kooij     | Jumbo   | s.t.     |
| 3    | Sam Welsford   | DSM     | s.t.     |

| Pos. | Corridore       | Squadra | Tempo     |
| ---- | --------------- | ------- | --------- |
| 1    | Remco Evenepoel | Soudal  | 12h17'23" |
| 2    | Luke Plapp      | Ineos   | a 7"      |
| 3    | Pello Bilbao    | Bahrain | a 11"     |

### 5ª tappa
- 24 febbraio: Al Marjan Island > Umm al-Qaywayn – 182 km

Risultati
| Pos. | Corridore         | Squadra  | Tempo    |
| ---- | ----------------- | -------- | -------- |
| 1    | Dylan Groenewegen | Jayco    | 3h57'07" |
| 2    | Fernando Gaviria  | Movistar | s.t.     |
| 3    | Sam Bennett       | Bora     | s.t.     |

| Pos. | Corridore       | Squadra | Tempo     |
| ---- | --------------- | ------- | --------- |
| 1    | Remco Evenepoel | Soudal  | 16h14'28" |
| 2    | Luke Plapp      | Ineos   | a 9"      |
| 3    | Pello Bilbao    | Bahrain | a 13"     |

### 6ª tappa
- 25 febbraio: Warner Bros. World > Abu Dhabi Breakwater – 166 km

Risultati
| Pos. | Corridore         | Squadra | Tempo    |
| ---- | ----------------- | ------- | -------- |
| 1    | Tim Merlier       | Soudal  | 3h41'12" |
| 2    | Sam Bennett       | Bora    | s.t.     |
| 3    | Dylan Groenewegen | Jayco   | s.t.     |

| Pos. | Corridore       | Squadra | Tempo     |
| ---- | --------------- | ------- | --------- |
| 1    | Remco Evenepoel | Soudal  | 19h55'40" |
| 2    | Luke Plapp      | Ineos   | a 9"      |
| 3    | Pello Bilbao    | Bahrain | a 13"     |

### 7ª tappa
- 26 febbraio: Stadio Hazza bin Zayed > Jebel Hafeet – 153 km

Risultati
| Pos. | Corridore         | Squadra | Tempo    |
| ---- | ----------------- | ------- | -------- |
| 1    | Adam Yates        | UAE     | 3h29'42" |
| 2    | Remco Evenepoel   | Soudal  | a 10"    |
| 3    | Geoffrey Bouchard | AG2R    | a 42"    |

| Pos. | Corridore       | Squadra | Tempo     |
| ---- | --------------- | ------- | --------- |
| 1    | Remco Evenepoel | Soudal  | 23h25'26" |
| 2    | Luke Plapp      | Ineos   | a 59"     |
| 3    | Adam Yates      | UAE     | a 1'00"   |

## Evoluzione delle classifiche
| Tappa              | Vincitore             | Classifica generale Maglia rossa | Classifica a punti Maglia verde | Classifica sprint intermedi Maglia nera | Classifica giovani Maglia bianca | Classifica a squadre  |
| ------------------ | --------------------- | -------------------------------- | ------------------------------- | --------------------------------------- | -------------------------------- | --------------------- |
| 1ª                 | Tim Merlier           | Tim Merlier                      | Tim Merlier                     | Luke Plapp                              | Luke Plapp                       | Soudal Quick-Step     |
| 2ª                 | Soudal Quick-Step     | Luke Plapp                       | Tim Merlier                     | Luke Plapp                              | Luke Plapp                       | Soudal Quick-Step     |
| 3ª                 | Einer Rubio           | Remco Evenepoel                  | Luke Plapp                      | Edward Planckaert                       | Remco Evenepoel                  | EF Education-EasyPost |
| 4ª                 | Juan Sebastián Molano | Remco Evenepoel                  | Olav Kooij                      | Edward Planckaert                       | Remco Evenepoel                  | EF Education-EasyPost |
| 5ª                 | Dylan Groenewegen     | Remco Evenepoel                  | Tim Merlier                     | Edward Planckaert                       | Remco Evenepoel                  | EF Education-EasyPost |
| 6ª                 | Tim Merlier           | Remco Evenepoel                  | Tim Merlier                     | Edward Planckaert                       | Remco Evenepoel                  | EF Education-EasyPost |
| 7ª                 | Adam Yates            | Remco Evenepoel                  | Tim Merlier                     | Edward Planckaert                       | Remco Evenepoel                  | UAE Team Emirates     |
| Classifiche finali | Classifiche finali    | Remco Evenepoel                  | Tim Merlier                     | Edward Planckaert                       | Remco Evenepoel                  | UAE Team Emirates     |

Maglie indossate da altri ciclisti in caso di due o più maglie vinte
- Nella 2ª tappa Nikias Arndt ha indossato la maglia verde al posto di Tim Merlier.
- Nella 2ª e 3ª tappa Remco Evenepoel ha indossato la maglia bianca al posto di Luke Plapp.
- Nella 3ª tappa Nikias Arndt ha indossato la maglia nera al posto di Luke Plapp.
- Nella 4ª tappa Andreas Leknessund ha indossato la maglia bianca al posto di Remco Evenepoel.
- Dalla 5ª alla 7ª tappa Luke Plapp ha indossato la maglia bianca al posto di Remco Evenepoel.

## Classifiche finali

### Classifica generale - Maglia rossa
| Pos. | Corridore        | Squadra | Tempo     |
| ---- | ---------------- | ------- | --------- |
| 1    | Remco Evenepoel  | Soudal  | 23h25'26" |
| 2    | Luke Plapp       | Ineos   | a 59"     |
| 3    | Adam Yates       | UAE     | a 1'00"   |
| 4    | Pello Bilbao     | Bahrain | a 1'03"   |
| 5    | Sepp Kuss        | Jumbo   | a 2'06"   |
| 6    | Wout Poels       | Bahrain | a 2'18"   |
| 7    | Antonio Tiberi   | Trek    | a 2'33"   |
| 8    | Ben Zwiehoff     | Bora    | a 2'38"   |
| 9    | Emanuel Buchmann | Bora    | s.t.      |
| 10   | Harm Vanhoucke   | DSM     | a 2'40"   |

### Classifica a punti - Maglia verde
| Pos. | Corridore         | Squadra | Punti |
| ---- | ----------------- | ------- | ----- |
| 1    | Tim Merlier       | Soudal  | 52    |
| 2    | Remco Evenepoel   | Soudal  | 45    |
| 3    | Dylan Groenewegen | Jayco   | 39    |
| 4    | Olav Kooij        | Jumbo   | 36    |
| 5    | Edward Planckaert | Alpecin | 34    |

### Classifica sprint intermedi - Maglia nera
| Pos. | Corridore         | Squadra    | Punti |
| ---- | ----------------- | ---------- | ----- |
| 1    | Edward Planckaert | Alpecin    | 34    |
| 2    | Samuele Zoccarato | G. Project | 24    |
| 3    | Luke Plapp        | Ineos      | 13    |
| 4    | Remco Evenepoel   | Soudal     | 10    |
| 5    | Alex Baudin       | AG2R       | 9     |

### Classifica giovani - Maglia bianca
| Pos. | Corridore       | Squadra  | Tempo     |
| ---- | --------------- | -------- | --------- |
| 1    | Remco Evenepoel | Soudal   | 23h25'26" |
| 2    | Luke Plapp      | Ineos    | a 59"     |
| 3    | Antonio Tiberi  | Trek     | a 2'33"   |
| 4    | Einer Rubio     | Movistar | a 2'57"   |
| 5    | Brandon McNulty | UAE      | a 3'02"   |

### Classifica a squadre
| Pos. | Squadra                  | Tempo     |
| ---- | ------------------------ | --------- |
| 1    | UAE Team Emirates        | 69h48'08" |
| 2    | AG2R Citroën Team        | a 1'15"   |
| 3    | EF Education-EasyPost    | a 1'51"   |
| 4    | Jumbo-Visma              | a 6'37"   |
| 5    | Intermarché-Circus-Wanty | a 6'58"   |